# Стэнишоарский монастырь
Стэнишоарский монастырь (также Стэнишоара, рум. Mănăstirea Stănișoara; до XVIII века — Нучет рум. Nucet) — православный монастырь Рымникской архиепископии, расположенный близ Кэлимэнешти в жудеце Вылча в Румынии.

## История
Монастырь был восстановлен в 1747 году у подножия горного массива Козиа, на его южном склоне. До XVIII века назывался «Нучет», что связывают с существовавшей в этих местах овчарней. Построенная 1747 году Георгием Клучерулом (Gheorghe Clucerul) церковь в 1788 году была разрушена турками.
В 1803—1806 годах пришедшими с Афона монахами Саввой и Феодосием церковные службы были восстановлены. Существующая ныне церковь была построена в 1903—1908 годах архимандритом Никандром (Ману) (Nicandru Manu).
В 2015 году монастырский комплекс был включён в список исторических памятников с кодом VL-II-a-B-09699.